# Янський (одиниця вимірювання)
Янський (позначення: Ян, Jy) — позасистемна одиниця вимірювання спектральної щільності потоку випромінювання, що застосовується в радіоастрономії. 1 Ян = 10−26 Вт/(м²·Гц). Часто застосовують частинну одиницю 1 мЯн = 10−29 Вт/(м²·Гц). Названа на честь Карла Янського — американського радіоінженера, піонера радіоастрономії, який у січні 1932 р. відкрив радіовипромінювання Галактики. Введена Міжнародним астрономічним союзом у 1970 р.